# デッドリイ・ドライブ
「デッドリイ・ドライブ」（DEADLY DRIVE）は、1977年6月25日に発売された伊藤銀次（クレジットは“GINJI ITO & HIS GROUP”名義）通算5作目のシングル。

## 解説
「デッドリイ・ドライブ」はアルバム『DEADLY DRIVE』からのシングル・カット曲。
伊藤銀次によればシュガー・ベイブがCMのために作った「ベルベット・ムーン」という曲を村松邦男と一緒にいじったという、インストゥルメンタル・ナンバー。アルバムからのリカットに際し、ディレクター知久悟司からのアイディアでスーパーカー・ブームを意識して、サーキットやレーシング・カーの効果音を後から被せて新たにミックスし直されている（ただしクラッシュ音はカット）。B面にはシングルのジャケットにも使われたマセラティ・メラクSSの実況効果音が収録されている。
シングル・ヴァージョンの「デッドリイ・ドライブ」は永らく未CD化のままだったが、『DEADLY DRIVE』の24bitデジタル・リマスタリング、紙ジャケット仕様再発盤にボーナス・トラックで収録、CD化されたほか、2017年リリースの『DEADLY DRIVE 40th Anniversary Deluxe Edition』には、「デッドリイ・ドライブ」「マセラティ・メラクSS（実況効果音）」とも“アルバム未収録 Single Tracks”として収録。「マセラティ・メラクSS（実況効果音）」は初CD化となった。

## 収録曲

### SIDE A
1. デッドリイ・ドライブ  –  (4:11)
作曲：伊藤銀次 · 村松邦男、編曲：伊藤銀次

### SIDE B
1. マセラティ・メラクSS（実況効果音） –  (4:48)
クラクション〜ヘッド・ライト開閉〜ウインカー〜ワイパー〜ドア開閉〜エンジン始動〜アイドリング〜スタート〜通過音〜走行音〜サイドブレーキ

## レコーディング・メンバー

### デッドリイ・ドライブ
- Drums : 上原裕
- Electric Bass : 田中章弘
- Electric Guitar : 伊藤銀次
- Attacky Guitar (Electric Guitar) : 村松邦男
- Hammond Organ : 緒方泰男
- Percussions : 斉藤ノブ
- Chorus : Sentimental City Romance
- Sad Heroin : 山田真理

## クレジット (L-4037Y)
- Arranged by 伊藤銀次
- Produced by 伊藤銀次
- Directed by 知久悟司, 柏原卓
- Engineered by 島雄一
- Recorded at Rockwell Studio, Onkio Haus, Sound City Studio & Warner Pioneer Studio